# 1201 Strenua
1201 Strenua (1931 RK) là một tiểu hành tinh vành đai chính được phát hiện ngày 14 tháng 9 năm 1931 bởi K. Reinmuth ở Heidelberg.